# Frăsinetu de Jos
Frăsinetu de Jos – wieś w Rumunii, w okręgu Călărași, w gminie Frăsinet. W 2011 roku liczyła 326 mieszkańców.